# El Teniente
El Teniente ist ein Kupferbergwerk in Chile. Es baut die größte weltweit bekannte Kupferlagerstätte mit Vorräten von 92,1 Megatonnen Kupfer ab. Dafür wurden bisher mehr als 3000 km Strecken vorgetrieben. Die Grube liegt in einem erloschenen Vulkan in den Anden. Der Erzabbau erfolgt von unterhalb der Lagerstätte durch Absenken des höherliegenden Gesteins. Das Bergwerk mit einem enormen Hüttenwerk und der Bergbaustadt Sewell wurde ab 1905 von US-amerikanischen Unternehmern aufgebaut und seitdem kontinuierlich betrieben und erweitert. 1971 verstaatlicht, gehört es heute zum chilenischen Staatskonzern Codelco. Im Jahr 2021 wurden mit 3.845 Beschäftigten 459.817 Tonnen Feinkupfer produziert und ein Überschuss von 781 Millionen US-Dollar erwirtschaftet. Ab 2023 sollen in einer vollständig neu angelegten, hochautomatisierten Grube die Fahrzeuge für Abbau und Transport des Erzes aus einem externen Kontrollzentrum ferngesteuert werden. Bis 2064 sollen weitere 17 Megatonnen Feinkupfer gefördert werden.

## Geografie/Geologie
| Valparaíso |

| San Antonio |

| Rancagua |

| Santiago |

| San José de Maipo |

| Graneros |

| Juncal |

| Tupungato |

| Tupungatito |

| Marmolejo |

|  |

| Maipo |

|  |

| El Teniente |

| Los Bronces |

|  |

|  |

|  |

|  |

| Carén |

|  |

|  |

|  |

|  |

|  |

|  |

|  |

|  |

|  |

|  |

|  |

|  |

|  |

|  |

|  |

|  |

|  |

|  |

|  |

|  |

|  |

|  |

|  |

|  |

Das Bergwerk El Teniente befindet sich in der Andenkordillere Zentralchiles, etwa 40 km nordöstlich von der Provinzhauptstadt Rancagua und 80 km südöstlich von der Landeshauptstadt Santiago in der Gemeinde Machalí. Es liegt am südlichen Ende eines neogenen metallogenetischen Gürtels, der sich bei einer Breite von etwa 20 km über tausend Kilometer in Nord-Süd-Richtung entlang der höheren Westhänge der chilenisch-argentinischen Anden ausdehnt und sich durch eine Reihe besonders großer Kupfervorkommen auszeichnet. Das Bergwerk liegt in einer Hochebene der Andenkordillere, die durch steile Abhänge und zahlreiche Schluchten mit ausgedehnten Schutthalden, über denen hohe turmartige Felsformationen stehen, gekennzeichnet ist.
Dem Bergbauunternehmen gehört rund um die Grube ein 750 km2 großes Gelände, über das sich die Hüttenanlagen verteilen. Neben der unterirdischen Grube gibt es einen neueren Tagebau, Erzmühlen, Flotationsanlagen, Schwefelsäurefabriken, eine Sauerstofffabrik, eine Kupferhütte, die ehemaligen Werkssiedlungen Sewell (⊙) und Caletones (⊙), sowie zahlreiche weitere aktive oder historische Betriebs- und Infrastruktureinrichtungen.
Die Grube befindet sich in einem erloschenen Vulkan, der mit seinem Gipfel 3126 m Höhe erreichte und von bis zu 4000 m hohen Bergen umgeben ist. Die Erzlagerstätte liegt an der Peripherie des Vulkanschlotes, der selbst kein Kupfermineral enthält. Der Braden Pipe (⊙) genannte Schlot ist ein kegelförmiger Körper aus Tuffstein, der oben einen Durchmesser von 1200 m hat und sich nach unten hin verjüngt. Durch die Wucht der vulkanischen Explosion ist der Andesit, der sich um den Schlot herum befindet, von Rissen durchsetzt. Zwischen dem Tuff und dem Andesit befindet sich Brekzie (fragmentiertes Gestein), die sich hauptsächlich aus Quarz, Jaspis, Kalkstein und Eruptivgestein zusammensetzt. Das Kupfererz befindet sich dort, wo die Brekzie mit dem Tuff zusammenkommt und auch in einigen Teilen des gebrochenen Andesits. Es handelt sich um die größte bekannte porphyrische Kupfer-Molybdän-Lagerstätte der Welt mit einem Gehalt von ursprünglich rund 100 Megatonnen Feinkupfer, von denen 92,1 Megatonnen bis Ende 2021 noch nicht abgebaut waren. Das vor 6,3 bis 4,3 Millionen Jahren gebildete Erz besteht aus sulfidischen Mineralen wie Chalkopyrit (75 %), Bornit, Molybdänit, Galenit, Chalkosin, Tetraedrit und Covellin.

## Betriebsanlagen

### Grube

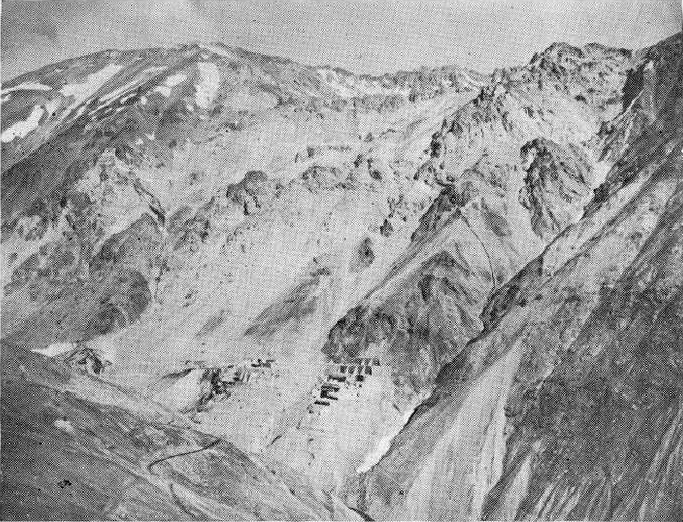
In diesem namenlosen Berg befindet sich die Grube. Die Aufnahme von 1942 zeigt die extreme Geländesituation. In der Bildmitte unten sind am Steilhang noch die Ruinen der ehemaligen Werkssiedlung Pueblo Hundido zu erkennen. Etwas links davon befinden sich die Ruinen der Tagesanlagen. Der Felsen rechts oben im Bild ist der obere Teil des Vulkanschlots Braden Pipe genannt. Das hellere Gelände am Hang bei Pueblo Hundido und in den zentralen Bereichen des Bildes gehört zur Pinge.

Die Grube ist innerhalb der Erzlagerstätte und der Braden Pipe angelegt. Der über der Grube befindliche Teil der Lagerstätte wird gegenwärtig in sechs Bereichen ausgebeutet, die um die Braden Pipe herum angeordnet sind. Für die Grube wurden seit 1905 bis zum Jahr 2011 insgesamt mehr als 3000 km Strecken vorgetrieben. Es gibt zahlreiche Stollen, die zu den verschiedenen Grubenbereichen führen. Mit der Zeit wurden immer tiefer gelegene Stollen angelegt. So lag seit 1920 der tiefste Stollen „Teniente 5“ in 2276 m Höhe 762 m unter dem obersten. Er hat sein Mundloch (⊙) 3 km westlich der Erzlagerstätte über den Dächern der Bergbaustadt Sewell. Die Züge aus der Grube kommen dort, auch heute noch, auf einer 1921/22 gebauten imposanten Brücke an und kippen ihre Fracht direkt in eine Erzmühle. Seit 1968 ist der Hauptförderstollen „Teniente 8“, in 1980 m Höhe gelegen, in Betrieb. Sein Mundloch liegt (⊙) ca. 8 km westlich der Erzlagerstätte in Alto Colón, wo sich ein Hüttenwerk befindet. Gegenwärtig ist „Adit 71“ (⊙) der Hauptzugang zur Grube für das Personal. Er liegt unterhalb von Sewell. Ab 2023 soll die tiefste Sohle auf 1480 m liegen, die ca. 11 km westlich von der Erzlagerstätte bei Caletones ihr Mundloch (⊙) haben wird.
|  | Der Längsschnitt durch das Bergwerk (Stand 1936) zeigt horizontale Strecken, die mit seigeren oder 60° tonnlägigen Schächten verbunden sind. Von den Abbauen der oberen Sohlen wird das Erz durch die Rolllöcher bis auf die Fördersohle abwärts gefördert. In diesem Förderstollen wird das Erz in Förderwagen mit Elektrolokomotiven abgefördert. In den seigeren Schächten findet Seilfahrt und Materialförderung statt. |
|  | Der Abbau erfolgt im Blockbruchbau. Ein Abbaublock hat eine Höhe von 100 bis 180 m. Die Basis eines solchen Blocks ist rechtwinklig mit einer Tiefe von 80 bis 87 m und eine Breite von 90 bis 120 m. |

### Hüttenwerk
Aus der Grube wird das Erz ins Hüttenwerk gebracht. Die älteren Teile dieses Werks befinden sich in Sewell, etwa 3 km vom Zentrum der Grube entfernt und die neueren mindestens 8 km davon entfernt in einem ausgedehnten Industriekomplex, der sich über die Orte Colón, Alto Colón und Caletones verteilt. Die erste Verarbeitung erfolgt in den Konzentrator-Anlagen. Eine davon befindet sich in Sewell, eine in den 1970er-Jahren errichtete größere in Colón (⊙). Das Erz wird in Erzmühlen zerkleinert und in Flotationsanlagen aufkonzentriert. Das Kupfererzkonzentrat wird in der Kupferhütte Caletones (⊙) zu Rohkupfer verarbeitet. Dazu gibt es dort auch eine Sauerstofffabrik. Die Kupferhütte hat einen wesentlichen Anteil an der Belastung Santiagos mit SOx-Aerosolen. Die wesentlichen Produkte der Hütte sind Kupfererzkonzentrat, Kupferanoden, Kupferbarren, Molybdänkonzentrat und Schwefelsäure.

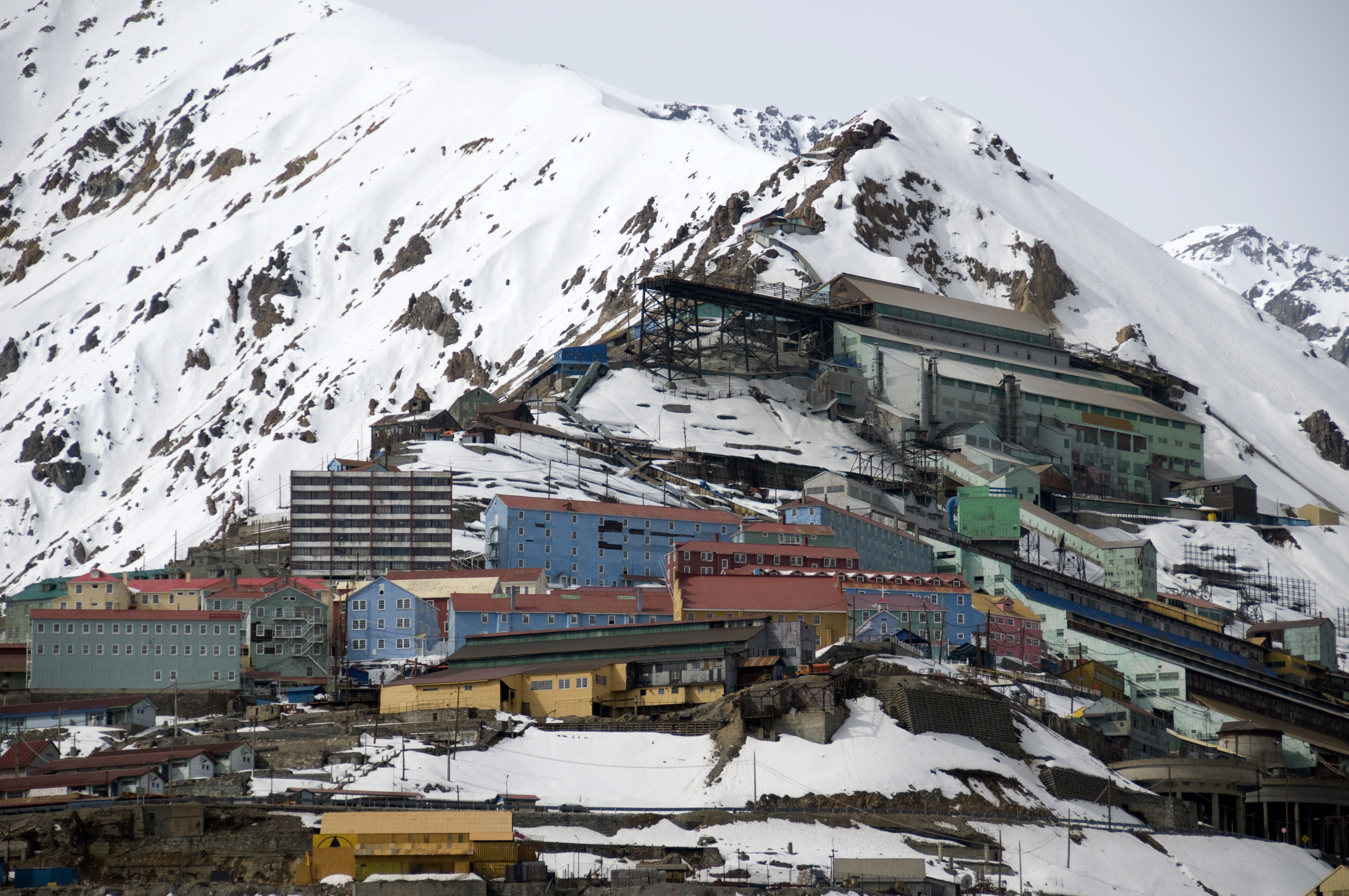
Oben die Schienenrampe, wo die Erze aus dem Teniente-5-Stollen kommend in die Erzmühle gekippt werden. In der unteren Hälfte Teile der historischen Bergbaustadt Sewell. Etwa 3 km hinter dieser Anlage befindet sich der Berg, in dem das Erz abgebaut wird.
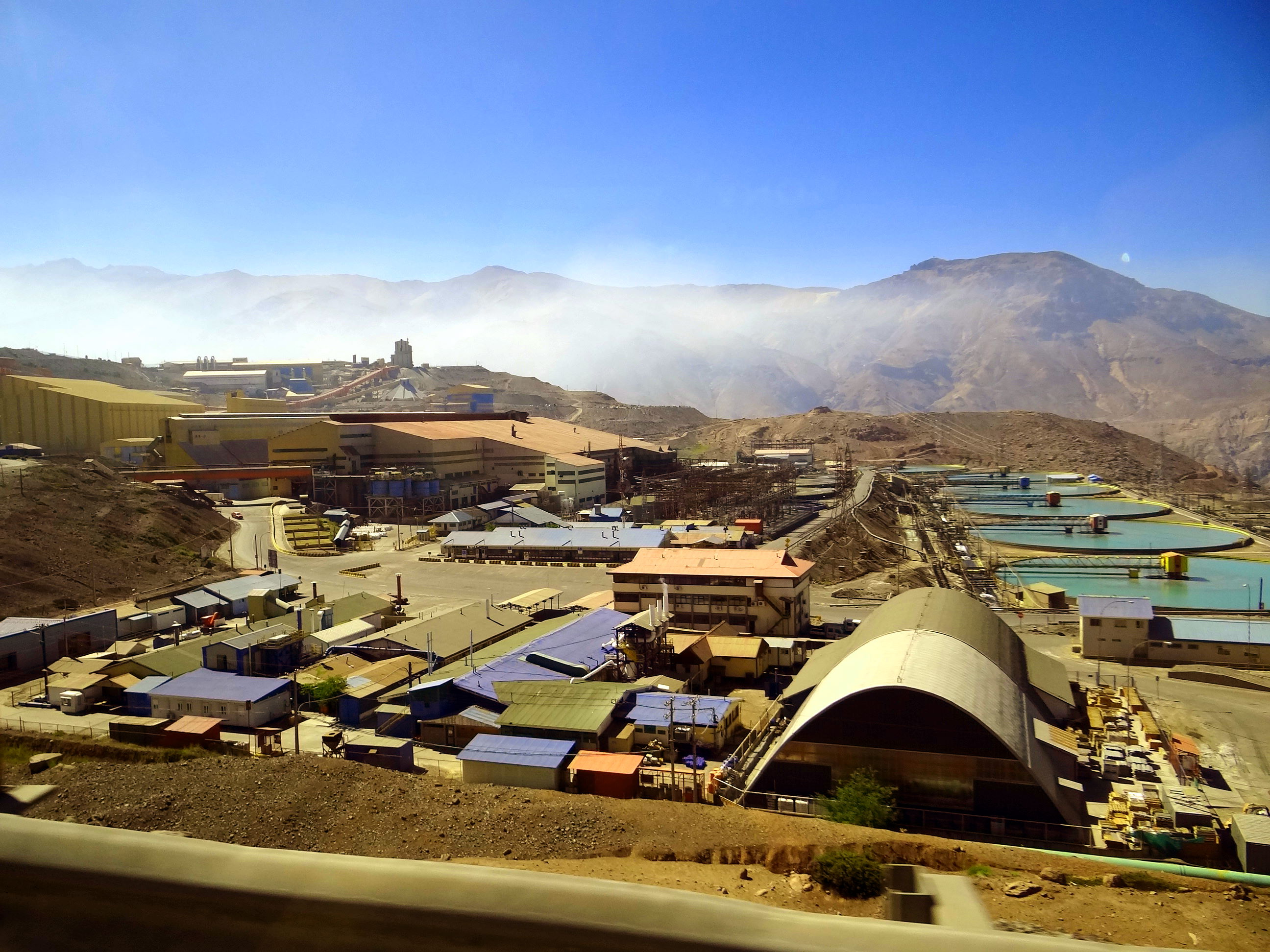
Das Konzentratorwerk Colón: In der Ferne, oben, die Hallen der Steinbrecher und Förderbänder, weiter unten, links die Erzmühlen, in der Bildmitte die Halle der Flotationsanlage und rechts davon Kläranlagen.
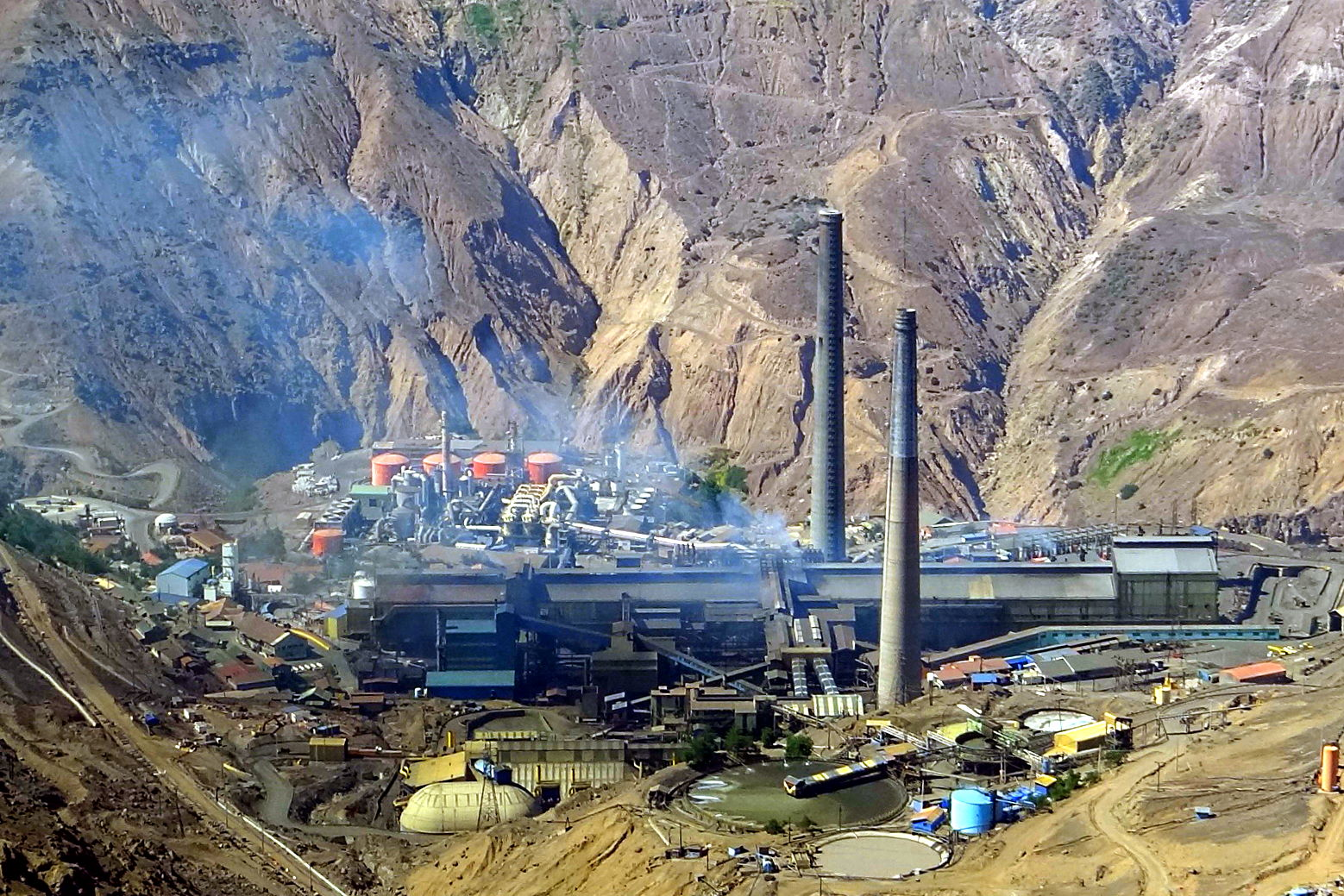
Die Kupferhütte Caletones mit der charakteristischen Rauchentwicklung, die noch im 80 km entfernten Santiago einen beachtlichen Anteil an der Luftverschmutzung hat.
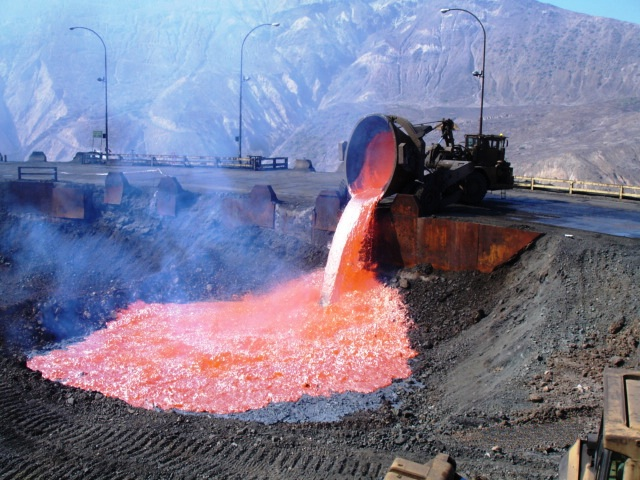
Kupferschlacke in der Kupferhütte Caletones. Das Abfallprodukt aus der Verhüttung kann unter anderem im Straßenbau verwendet werden.
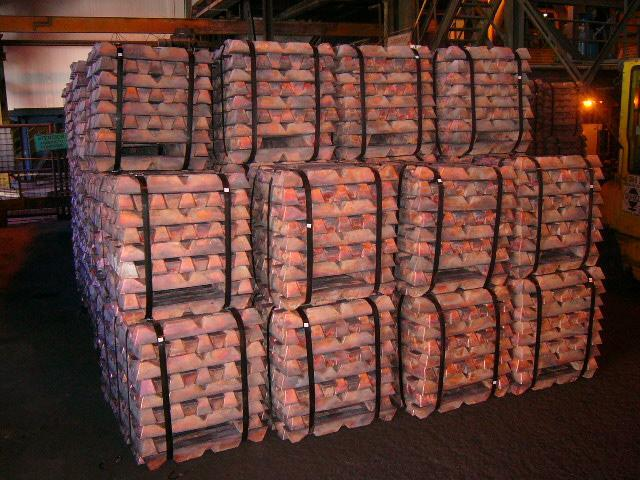
Das Kupfer wird zum Teil in Barren gegossen und versandfertig gestapelt.

### Absetzbecken

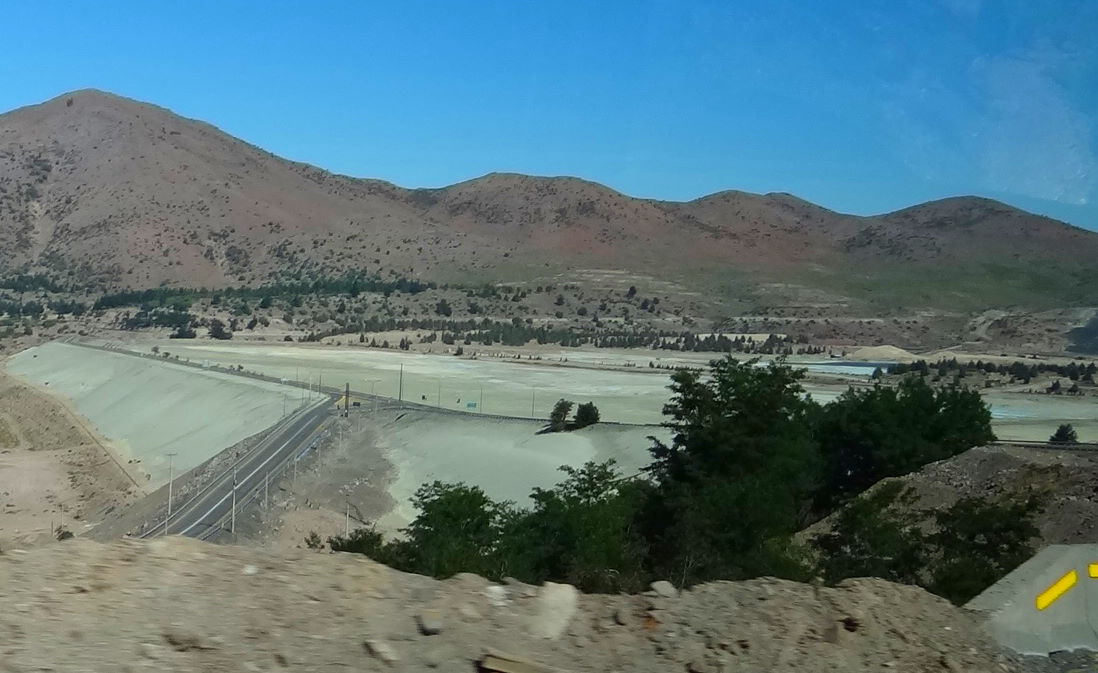
Über den Damm des stillgelegten Tailingbeckens Barahona Nr. 1 führt heute die Carretera del Cobre, die Rancagua mit den Hüttenwerken in Colón und Caletones verbindet.

Die ersten Absetzbecken für die schlammartigen Rückstände aus der Aufbereitung der Erze (Tailings) wurden im Gebirge bei Barahona angelegt und später am Fuß der Anden bei Cauquenes. Die Kapazität dieser Becken ist schon seit vielen Jahren ausgeschöpft. Heute werden die Tailings in einem Kanal zum 86 km entfernten Carén-Absetzbecken (⊙) im Küstengebirge geleitet. Dort gibt es die weltweit größte Molybdän-Fällungsanlage. Sie verarbeitet 2500 Liter/Sekunde Abwasser und vermindert dessen Molybdänkonzentration auf 1 ppm oder weniger.

### Andere Einrichtungen
Außerhalb des Bergwerksgeländes gibt es zusätzlich zahlreiche Betriebseinrichtungen, die über die benachbarten Regionen verstreut liegen. In Rancagua befinden sich Werkstätten (⊙) und der Verwaltungssitz. Im Hafen von San Antonio gibt es ein Schwefelsäure-Terminal (⊙) zum Lagern und Verschiffen der Schwefelsäure, die in El Teniente hergestellt wird.

## Erweiterungsprojekte

### Rajo Sur
Nachdem der Erzabbau in El Teniente 108 Jahre lang ausschließlich untertägig erfolgte, wurde 2013 erstmals ein zusätzlicher Tagebau geöffnet. Der Rajo Sur (Aufschluss-Süd) genannte Tagebau liegt in 2.730 bis 3.240 m Höhe (⊙) am Südrand der Pinge. Das Erz wird mit 100 t Lastwagen zu einer 7 km entfernten Eisenbahnverladung gebracht, von dort nach Sewell. Die Lagerstätte enthält 40,5 Megatonnen Erz mit einem Kupfergehalt von 0,60 %. Die darin enthaltenen 243.000 Tonnen Feinkupfer sollen im Laufe von acht Jahren ausgebeutet werden. In der unmittelbaren Umgebung werden Sondierungen vorgenommen, um herauszufinden ob dieser Tagebau auch noch länger betrieben werden kann. Im ersten Jahr wurden 53.600 Tonnen Feinkupfer produziert.

### Nuevo Nivel Mina
Das Bergwerk könnte in seinem gegenwärtigen Ausbau bei mit der Zeit stetig abnehmender Produktionsmenge nur noch bis zum Jahr 2028 betrieben werden. Deswegen wird die weitere Ausbeutung der El-Teniente-Lagerstätte durch den Bau einer komplett neuen, tieferliegenden Grube mit neuen Werks- und Infrastrukturanlagen vorangetrieben. Das Projekt mit dem Namen „Nuevo Nivel Mina“ hat ein Investitionsvolumen von 3,6 Milliarden US-Dollar (1,6 Mrd. nach der ursprünglichen Planung plus zirka 2 Mrd. Kostenerhöhung). 4600 Personen arbeiten daran. Der Ausbau wurde 2011 begonnen mit dem Ziel 2023 in Betrieb genommen zu werden. Bis Ende 2021 war das Projekt zu 72 % fertiggestellt. In den folgenden Jahren bis 2064 sollen bei weiteren 1,7 Milliarden US-Dollar Investitions- und Betriebskosten insgesamt 2,02 Milliarden Tonnen Erz mit einem durchschnittlichen Gehalt von 0,86 % Kupfer und 0,022 % Molybdän abgebaut werden. Das wären rund 17,4 Millionen Tonnen Feinkupfer und 0,44 Millionen Tonnen Molybdän.
Die Einrichtung der neuen Grube erfolgt, ohne den laufenden Betrieb zu unterbrechen, unterhalb der gegenwärtigen Grube. Es wird sieben Sohlen geben. Die oberste ist die Bruchsohle, aus der das Erz abgebaut werden wird. Sie befindet sich auf 1880 m über dem Meeresspiegel, 100 m unterhalb der aktuellen Hauptfördersohle. Dort wird das Gestein zu Bruch gesprengt, sodass es durch sein Eigengewicht herunterfallen kann. Unterhalb der Bruchsohle liegt die Zwischenfördersohle, in die das Erz rutscht, um es von dort in Brechern zu zerkleinern und zu Rolllöchern zu bringen.
Es folgen eine Frisch- und eine Abwettersohle. Die Wetterverbindung zu den Abbauen erfolgt über seigere Wetteraufhauen.
Darunter, 60 m unter der Abbausohle, liegt die Ankarrebene. Dort wird das Erz aus den Rolllöchern von der Abbausohle kommend auf Dieseltrucks (Kapazität 80 Tonnen) geladen. Die Fahrzeuge bringen es zu einem Erzbunker, über den drei Großbrecher beschickt werden. Die Brecher liegen unterhalb auf der Drainagesohle und zerkleinern das Erz auf eine Krongröße von unter 20 cm. Aus den Brechern rutscht das Erz weiter auf die tiefste Sohle, wo es auf einer 11 km langen Bandanlage in 1520 m Höhe aus dem Berg bis zur Konzentrationsanlage Colon transportiert wird.
Für diese Grube werden bis zu 100 km neue Strecken vorgetrieben und 3,5 km Schächte gebaut. Die neuen übertägigen Anlagen werden eine Gesamtfläche von 105,6 ha belegen. Die durch den Abbau resultierende Pinge über der Grube wird bis zum Jahr 2064 auf 780 ha anwachsen. Eine neue 17 km lange Straße wird vom Eingang zum Bergwerksgelände in Maitenes (⊙) bis nach Caletones führen. Von dort werden zwei parallele Strecken, 9 km lang mit jeweils 9,5 m Durchmesser, in die Grube führen. Der eine für den Erztransport, der andere mit einer zweispurigen asphaltierten Fahrbahn für die Personenfahrung in Bussen.
Im Innern der Grube wird es drei Aufenthaltszentren für Personen geben. Sie bestehen jeweils aus einer Bushaltestelle, Kantine, Büros, Parkplatz für Autos, Konferenzsaal, Erste Hilfe-Zone, Umkleideräume mit Schränken, Duschen und Toiletten und es wird ein Museum für Besucher geben.

### La Huifa
Etwa zwei Kilometer nordwestlich von der El-Teniente-Lagerstätte wurde 2014 eine neue Lagerstätte, La Huifa (⊙) genannt, entdeckt. Nach den bisherigen Untersuchungen enthält sie 1,3 Megatonnen Feinkupfer und 36 Kilotonnen Molybdän.

## Geschichte

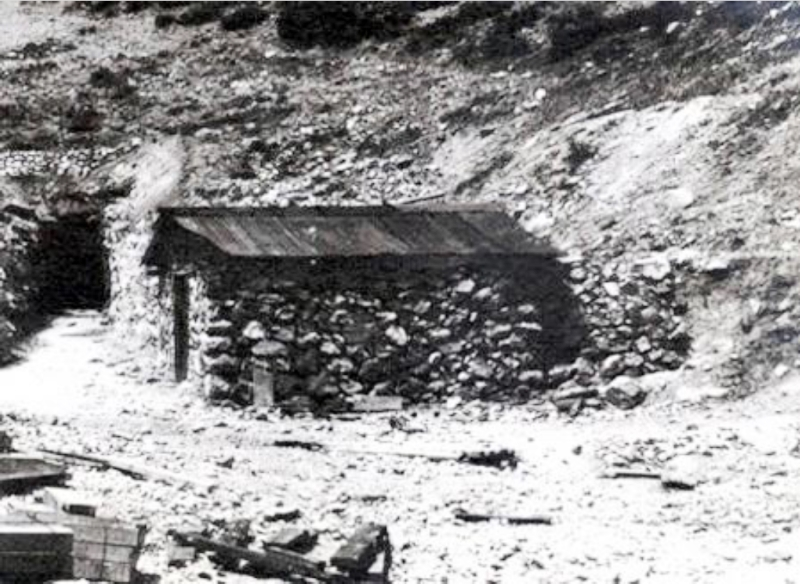
In der entlegenen Enklave des Bergwerks waren Wohn- und Arbeitsbereiche immer eng miteinander verbunden. Die ersten Wohnlager entstanden ab 1904 ohne besondere Planung an den Grubeneingängen. So wie diese Bruchsteinhütte mit Blechdach auf einem Foto von zirka 1906. Ganz links befindet sich ein Grubeneingang nur wenige Schritte entfernt von der Tür der Hütte.

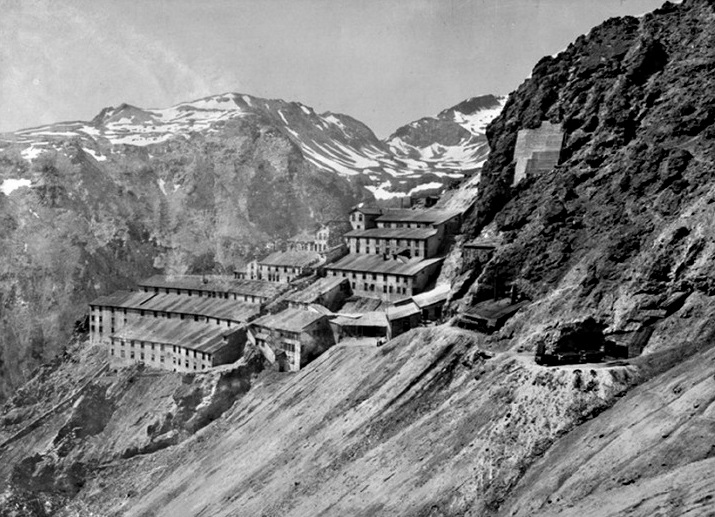
Wohn- und Arbeitsstätten wurden nach Bedarf rasch erweitert. Am Berghang, auf Betonfundamenten wurden mit aus den USA importiertem Holz Häuser und Werkstätten errichtet. Dieses Bild zeigt Pueblo Hundido (Versunkenes Dorf), die erste größere Siedlung unmittelbar an der Grube. Bis 1922 aufgegeben, bleiben heute davon nur noch unbedeutende Mauerreste, die in den nächsten Jahrzehnten in der Pinge versinken werden.

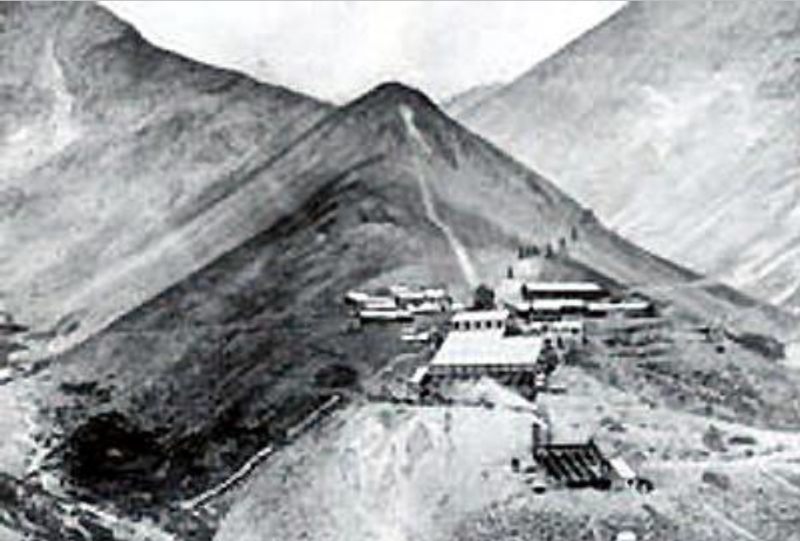
Am Hang des Cerro Negro in 2000 bis 2250 m Höhe entstand das erste Hüttenwerk, schlicht als El Establecimiento (Die Niederlassung) oder etwas spezifischer als El Molino (Die Mühle) bezeichnet. Dieses Foto von 1909 zeigt die Anfänge von Sewell mit der ersten Erzmühle im Zentrum. Die Grube befindet sich in dieser Perspektive hinter dem Berg. Eine Linie von schwarzen Masten die zum oberen Rand der Anlage führt gehört zur Seilbahn mit der das Erz zur Erzmühle geschafft wurde.

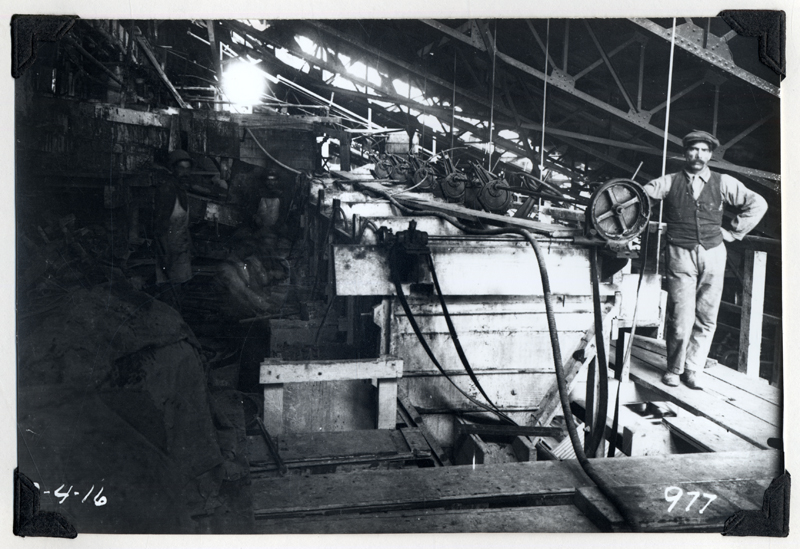
Ein Arbeiter in einer Anlage zur Gesteinszerkleinerung, 1916. Die nach rechts abfallende Hallendecke und der felsige Boden links lassen erkennen, dass das gezeigte Werk an einem Berghang gebaut wurde, so wie die meisten anderen Betriebseinrichtungen auch. Unter Ausnutzung der Schwerkraft wurden die Gesteinsmassen durch die Anlagen bewegt.

### Anfänge
Das El-Teniente-Kupfervorkommen war schon mindestens seit dem 16. Jahrhundert bekannt. 1760 wurde erstmals die Grube La Fortuna urkundlich erwähnt. Die ersten Daten zur Ausbeutung durch den chilenischen Politiker und Großgrundbesitzer Juan de Dios Correa stammen von 1824. Bis um 1900 folgten mehrere Eigentümer A die isoliert voneinander arbeiteten. In Los Perales (⊙) am Río Cachapoal, 20 km südwestlich vom Bergwerk gelegen, wurde in kleinem Maßstab eine Schmelze betrieben.

### Industrialisierung durch William Braden
Am Ende des 19. Jahrhunderts ließ der neue Eigentümer und Bergbauunternehmer Enrique Concha y Toro das Kupfervorkommen durch den italienischen Bergbauingenieur Marco Chiapponi untersuchen. Dieser kam zu dem Ergebnis, dass das El-Teniente-Vorkommen zwar durchweg nur einen geringen Kupfergehalt hat, dass es sich aber um eine sehr große Lagerstätte handelt, für deren wirtschaftliche Ausbeutung eine industrielle Aufbereitungsanlage gebaut werden sollte. Um dieses kapitalintensive Projekt zu finanzieren, sollte Marco Chiapponi ausländische Investoren anwerben. Nach Fehlversuchen in Europa gelang es Chiapponi, den US-amerikanischen Ingenieur William Braden für das Bergbauprojekt zu interessieren. Braden kam 1902 nach Chile, untersuchte selbst das Vorkommen und erwarb danach das Gebiet und die Schürfrechte.
Zurück in den USA gründete Braden 1904 in Portland (Maine) zusammen mit E. W. Nash, Präsident der American Smelting and Refining Company (Asarco), und Barton Sewell, Vizepräsident von Asarco, und mit einem Kredit über 4 Millionen US-Dollar von den Gebrüdern Guggenheim die Firma Rancagua Mines mit einem Kapital von 1.250.000 US-Dollar. Rancagua Mines wurde im Juni 1904 in Braden Copper Company umbenannt und mit 2,3 Millionen US-Dollar Kapital ausgestattet. Der erste Präsident der Gesellschaft war Solomon R. Guggenheim, dem später Barton Sewell nachfolgte. Neben anderen Mitgliedern und Geschäftspartnern der Familie Guggenheim war William Braden einer der 12 Direktoren. Braden begann Ausrüstung und Maschinen in den USA zu kaufen und beauftragte den Bau einer für Fuhrwerke geeigneten Straße, die von Graneros (⊙) aus ins Gebirge führte. Die 40 km lange Strecke wurde von rund 1000 Arbeitern bis 1905 fertiggestellt und konnte so bis 1922 benutzt werden.
Am 29. April 1905 wurde der Braden Copper Company mit Sitz in New York vom Wirtschaftsministerium per Verordnung die Genehmigung erteilt Niederlassungen in Chile zu eröffnen. Damit war es möglich den Bergbaubetrieb aufzunehmen. Das Datum gilt als Betriebsbeginn für El Teniente und damit als der Beginn des großindustriellen Kupferbergbaus in Chile.
Weil durch das verschneite Gebirge kaum gereist werden konnte, wurden Mitte 1905 die Arbeiten von 50 Männern weitergeführt, die bei El Teniente überwinterten. Um die Arbeiter zu motivieren, in der Winterzeit von März bis September zu bleiben, wurde jedem ein Los für eine Lotterie angeboten, bei der es hohe Gewinne sowie Trostpreise für die Nieten zu holen gab. Dieser Anreiz funktionierte über mehrere Jahre gut. Im Sommer 1905/06 wurden dann 4000 Tonnen Maschinen und Material aus den USA zum Bergwerk transportiert. Die von Tieren gezogenen Fuhrwerke fuhren in Gruppen ins Gebirge und brauchten für einmal hin und zurück rund fünf Tage.
Mit der Fertigstellung der ersten Erzmühle und Erzkonzentrator-Anlage nahm das Bergwerk im Juni 1906 die Produktion auf. Das Erz wurde in der Grube La Fortuna (⊙) abgebaut. Diese lag in 3500 m Höhe und bestand aus fünf untereinander verbundenen Stollen.
Mithilfe von drei elektrisch angetriebenen Seilbahnen wurde das Erz zu einem Zwischenlager und bis zur Erzmühle gebracht. In den Gondeln der Bahn konnten täglich bis zu 1000 Tonnen transportiert werden. In der Mühle mit einer Tageskapazität von 250 Tonnen  wurde das abgebaute Erz feingemahlen. Anschließend wurde im Konzentrator das Kupfererz von den anderen Bestandteilen getrennt. In der Aufbereitung arbeiteten 90 Männer, aufgeteilt in drei Schichten rund um die Uhr. Das Erzkonzentrat wurde von Fuhrwerken mit einer Ladekapazität von jeweils drei Tonnen ins Tal gebracht. In den Jahren 1906 und 1907 wurden so 3200 Tonnen Kupferkonzentrat gewonnen, die in die USA verschifft wurden.
Es entstanden bald mehrere Werkssiedlungen mit zahlreichen Gebäuden, wie Pueblo Hundido B am Haupteingang zur Grube, oder La Fortuna 4 und La Fortuna 5.

### Übernahme durch Guggenheim
Die Braden Copper Co. geriet durch interne Probleme und unter den Auswirkungen einer Wirtschaftsdepression mit sinkenden Kupferpreisen in eine finanzielle Krise. Der Tod des Geschäftspartners Nash († 1908), der für finanzielle Belange zuständig gewesen war, verschlimmerte die Lage noch. In dieser Situation übernahmen im Jahr 1909 die Gläubiger mit der Firma Guggenheim Exploration Company die Braden Copper Company für 1,2 Millionen US-Dollar. William Braden schied als Direktor aus und verließ ein Jahr später El Teniente endgültig, um sich anderen Bergbauprojekten in Chile zuzuwenden.
Die Firma Guggenheim schoss frisches Kapital zu und baute das Bergwerk weiter aus. Es wurden eine Schwefelsäurefabrik in Sewell, ein Wasserkraftwerk in Coya, C eine Kupferhütte in Caletones und Werkstätten in Rancagua gebaut. Die Erzmühle wurde erweitert und die 1907 begonnenen Arbeiten an der Eisenbahnlinie wieder aufgenommen.
Die Eisenbahnlinie D wurde 1911 fertiggestellt. Sie war bei den Werkstätten in Rancagua an die staatliche Eisenbahn angeschlossen und verlief über 72 km, teilweise über eine ebenso spektakuläre wie riskante Hochgebirgstrasse bis zum Bahnhof in Sewell in 2139 m Höhe. Eine Fahrt dauerte vier Stunden. Im selben Jahr wurde in Sewell eine neue Erzmühle mit einer Tageskapazität von 2725 Tonnen gebaut. Sie wurde zunächst mit Flusssteinen betrieben die später durch Stahlkugeln ersetzt wurden. Die Mühlenkapaziät konnte bis 1914 durch weiteren Ausbau auf 4550 Tonnen täglich gesteigert werden. Die erste Flotationsanlage wurde 1912 in Betrieb genommen. Die Anlage war in den USA hergestellt worden und wurde von der britischen Firma Minerals Separation Ltd. betrieben. Sie war die weltweit erste ihrer Art in der Großindustrie. Bei einer Tageskapazität von 250 Tonnen konnte damit die Kupferkonzentration auf 25 % gesteigert werden. Pro Arbeiter konnten in der Mühle täglich 8,5 Tonnen Mineral zerkleinert und aufkonzentriert werden.
Ende 1915 übernahm die Firma Kennecott Copper Corporation 95 % der Aktien der Braden Copper Company für 57 Millionen US-Dollar. Die Kennecott Copper Corporation war ein Unternehmen der Familie Guggenheim mit dem US-Bankier J. P. Morgan. Zum Bergwerk gehörte in dieser Epoche ein Gelände von 8,56 km2 und es wurde in fünf Gruben gearbeitet: La Fortuna (von 1905 bis 1922), Regimiento N°2, La Centinela, La Bornitage und El Teniente (ab 1918).
Der Erste Weltkrieg brachte dem Unternehmen einen Boom. 1916 wuchs der Überschuss auf 6,3 Millionen US-Dollar bei einer Produktion von 28.805 Tonnen Kupfer. Bedingt durch die Fluktuation der Arbeiter stieg der Verkehr zwischen Rancagua und dem Bergwerk auf 60.000 Personen an. Es gab 15 Arbeitsunfälle in der Grube von insgesamt 31 in allen Anlagen bei 2,5 Millionen Arbeitsschichten von je 8 Stunden Es wurden drei Hospitäler in Sewell, Caletones und Coya gebaut.

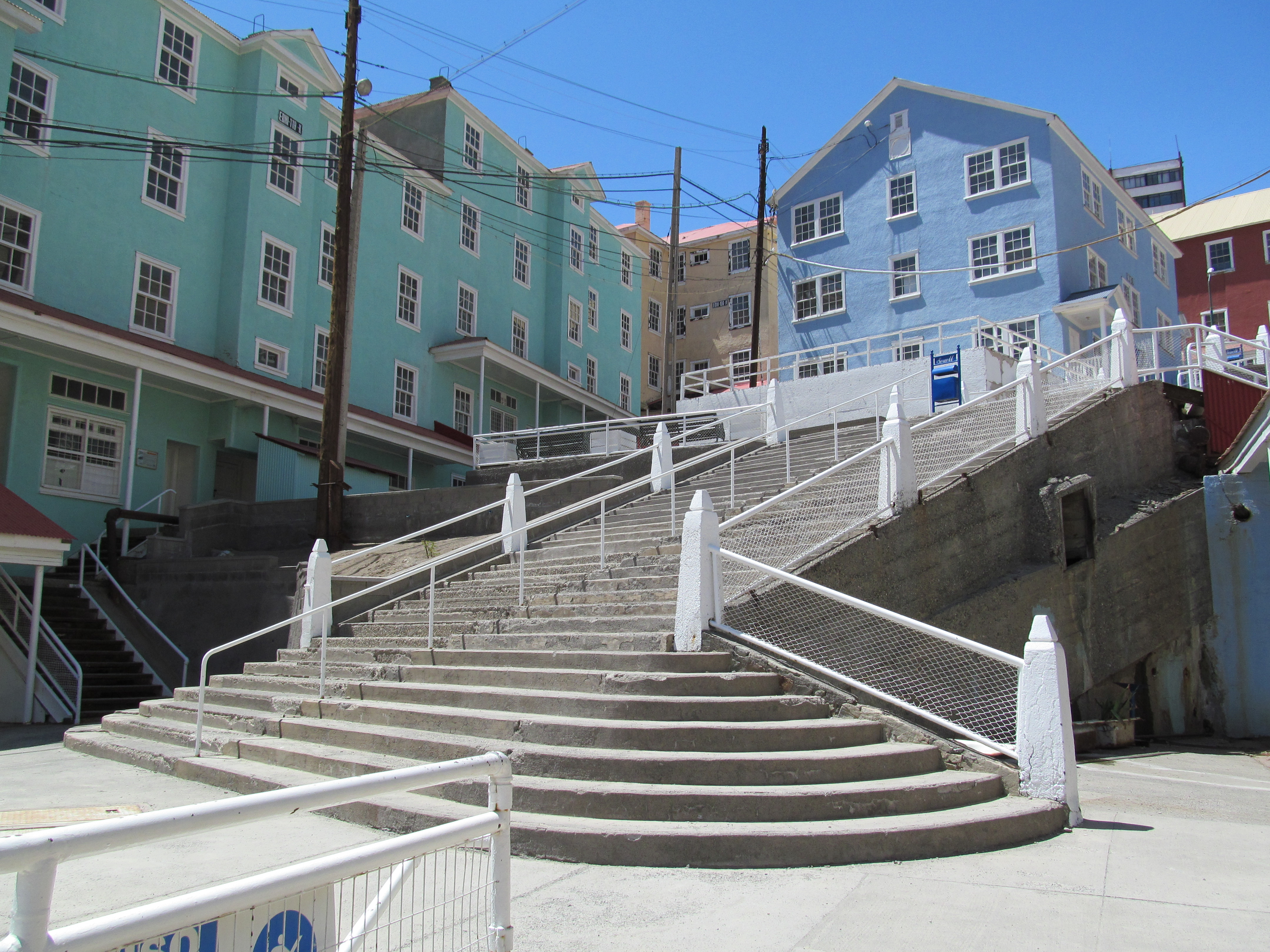
Sewell, die „Stadt der Treppen“ war bis 1969 eine von drei stadtartigen Werkssiedlungen auf dem Gelände des El Teniente-Bergwerks. An einem Berghang in der Nähe der Grube gelegen beherbergte sie die Beschäftigten zusammen mit ihren Familien, zeitweise 15.000 Personen.

Im Dezember 1918 leben 14.098 Menschen in den Installationen des Bergwerks im Gebirge und in den Werkstätten in Rancagua, darunter 2025 Frauen, 2657 Kinder und ca. 350 Ausländer. Im Werk und damit auch in den nach dem Modell einer Company Town angelegten Siedlungen herrschte eine strenge von der Firma diktierte Ordnung die das tägliche Leben reglementierte, was für die Menschen persönliche Einschränkungen mit sich brachte aber auch ökonomische Vorteile hatte. Der Wohnraum war meist beengt aber kostenlos wie auch die damit verbundene Versorgung mit Wasser und Elektrizität. Es gab mehrere Schulen und drei Hospitäler (1917 gebaut ) in Sewell, Caletones und Coya. Es gab Kirche, Kino, Kegelbahn, Schwimmbad, Clubs, Gemischtwarenläden und andere kommunale Einrichtungen. Bemerkenswert war der Umgang mit Alkohol. Während andere Bergwerksgesellschaften in ihren Betrieben durch den Verkauf von Alkohol über 20 % der an ihre Arbeiter ausgezahlten Löhne zurückholten, galt in El Teniente ein absolutes Alkoholverbot. El Teniente und alle dazu gehörigen Einrichtungen wurden zum „trockenen Bezirk“ (Dry district, nach dem Vorbild in den USA) erklärt. Das Verbot betraf alles Personal und wurde mithilfe der Werkspolizei rigoros überwacht und durchgesetzt. Die Statistik für 1917 weist aus, dass 63 Schmuggler aufgegriffen, durchschnittlich 22,2 Betrunkene pro Monat registriert und 1290 Flaschen konfisziert wurden. Der bei Schmugglern konfiszierte Alkohol wurde für medizinische Zwecke an die Hospitäler abgegeben oder wenn er von schlechter Qualität war einfach weg geschüttet.
Im November 1919 erlebte El Teniente seinen ersten größeren Streik. Unzufriedenheit über willkürliche Entlassungen im Mühlenwerk in Sewell löste ihn aus. Arbeiter aus Coya, Caletones und anderen Arbeitszentren schlossen sich an. Es wurden 25 Forderungen gestellt, zu denen die Wiedereinstellung der Entlassenen, Lohnerhöhungen, Etablierung von Mindestlöhnen, Begrenzung der Schichtdauer auf 8 Stunden, Abzug des Militärs von den Bergwerkseingängen und Ersetzung desselben durch zivile Pförtner, Legitimierung von Gewerkschaftsvertretungen und anderes gehörte. Während ein Bataillon Militär ins Gebirge nach El Teniente aufstieg mit dem Ziel den Streik gewaltsam zu beenden, gingen die streikenden Arbeiter mit Frauen und Kindern, insgesamt 4000 Personen, ins Tal nach Rancagua, um dort in der Stadt zu protestieren. Nach zirka einer Woche Streik gelang eine Einigung, die für die Arbeiter im Wesentlichen höhere Löhne und eine auf 8 Stunden begrenzte Arbeitsschicht brachte.

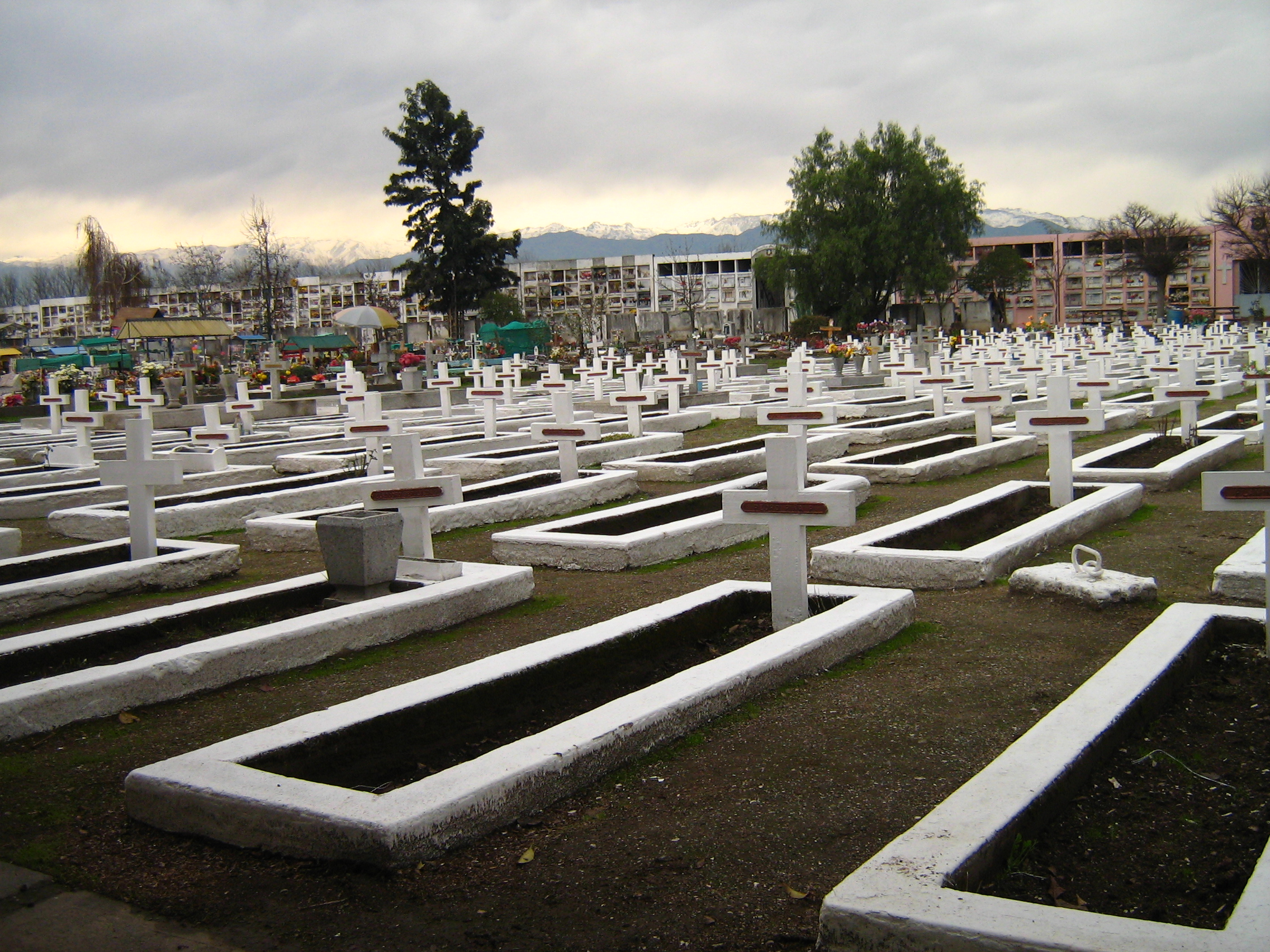
Die Toten der Brandkatastrophe von 1944 wurden in Rancagua im Beisein von 25.000 Personen beerdigt.

Im Laufe der Zeit gab es in El Teniente mehrere schwere Katastrophen. Lawinen, Erdbeben und Betriebsunfälle kosteten viele Menschen das Leben und richteten beträchtliche Zerstörungen an. Bedingt durch die Lage im Gebirge waren das Werk und die Siedlungen immer wieder durch Lawinen und Bergrutsche gefährdet.
Im Jahr 1928 brach bei einem Erdbeben der Stärke 7,9 der Damm eines Sedimentationsbeckens in das die schlammigen Rückstände aus der Mineralaufbereitung geleitet wurden. Vier Millionen Kubikmeter Schlamm mit einer Masse von 27 Millionen Tonnen traten aus, bahnten sich den Weg ins Tal und flossen in den Río Coya. Es wurden einige Brücken, darunter eine Eisenbahnbrücke, der Bahnhof Barahona und die Werkssiedlung in Coya zerstört. Es gab 54 Tote. Zwischen 1906 und 1966 kam es in El Teniente zu 11 E Lawinenunglücken durch die es insgesamt 197 Tote gab. Die schwerste Katastrophe ereignete sich am Abend des 8. August 1944 in Sewell. Gleich zwei Lawinen zerstörten mehrere Wohngebäude, eine Schule, einen Abschnitt der Eisenbahnlinie und eine Brücke. 102 Arbeiter, Frauen und Kinder starben. Am 19. Juni 1945 entzündete sich ein Lager einer unterirdischen Werkstatt. Rauch und Kohlenmonoxid verteilten sich in der Grube. Es gab 355 Tote, fast ein Drittel der Arbeiter der Schicht.

### Verstaatlichung
Die Überschüsse der durch ausländisches Kapital kontrollierten Kupferbergwerke in Chile waren exorbitant verglichen mit der übrigen Wirtschaftsleistung in Chile. Bis Anfang der 1970er Jahre erwirtschafteten die vier großen US-amerikanischen Bergwerksgesellschaften im Laufe von 60 Jahren 10,8 Milliarden US-Dollar, während bis dahin das im Laufe von 400 Jahren erwirtschaftete chilenische Nationalvermögen auf 10,5 Milliarden US-Dollar beziffert wurde. Obwohl schon früh und immer mal wieder eine Verstaatlichung gefordert wurde, beschränkte sich der chilenische Staat lange Zeit nur auf Einnahmen durch Steuern. Rund 20 Jahre nach Betriebsbeginn in El Teniente wurden 1925 die Bergbauüberschüsse erstmals mit zusätzlichen 6 % Steuern belegt. Die Abgaben stiegen dann bis 1945 auf mehr als 50 % an. Im Mai 1951 wurde zeitweise vereinbart, dass 20 % der Kupferproduktion dem chilenischen Staat zur Verfügung gestellt wurde.
Mit einer sich ändernden politischen Situation erfolgte eine Teilverstaatlichung, „chilenización“ (Chilenisierung) genannt. Unter der Regierung von Eduardo Frei Montalva wurde ein Gesetz (1966 Ley 16,425)} verabschiedet, das die Gründung von Bergwerksgesellschaften mit gemischter Beteiligung von privaten und staatlichen Gesellschaftern ermöglichte. Daraufhin wurde am 13. April 1967 die Sociedad Minera El Teniente S.A. gegründet in der die Braden Copper Company aufging. Der chilenische Staat erwarb 51 % der Anteile und die Kennecott Corporation behielt 49 %. Das Kapital der neuen Gesellschaft betrug 160 Millionen US-Dollar. Die Steuern für El Teniente wurden auf 20 % und für die Dividenden aus dem 49 %-Anteil von Kennecott wurden auf zusätzliche 30 % festgelegt. Die chilenische Regierung finanzierte ein Programm zur Produktionserhöhung das die Tageskapazität von 36.000 Tonnen in 1968 auf 62.500 Tonnen bis 1971 erhöhen sollte. Im Laufe von drei Jahren wurden 237 Millionen US-Dollar in Modernisierungs- und Baumaßnahmen investiert. Das machte El Teniente zur weltweit größten unterirdischen Kupfermine.
Zur Reduktion der Betriebskosten wurde damit begonnen die im Gebirge gelegenen Werkssiedlungen von El Teniente aufzulösen und das Personal mit den Familien nach Rancagua umzusiedeln. Im Herbst 1969 wurden die ersten 1092 Häuser in Rancagua fertiggestellt und noch im selben Jahr damit begonnen, Sewell und Caletones zu demontieren. Ermöglicht wurde dies durch den Ausbau einer asphaltierten Straße, der Carretera del Cobre (span: Kupferstraße). Sie verbindet Rancagua mit Nueva Colon und hat Abzweigungen nach Coya und Caletones. Die Arbeiter konnten nun mit Bussen von Rancagua nach Nueva Colon gebracht werden. Eine solche Busfahrt dauerte nur noch eine Stunde. Von dort ging es weiter über 9 km mit einer Eisenbahn die durch den Tunnel N° 8 bis zur Basis der Grube bei Sewell führte.

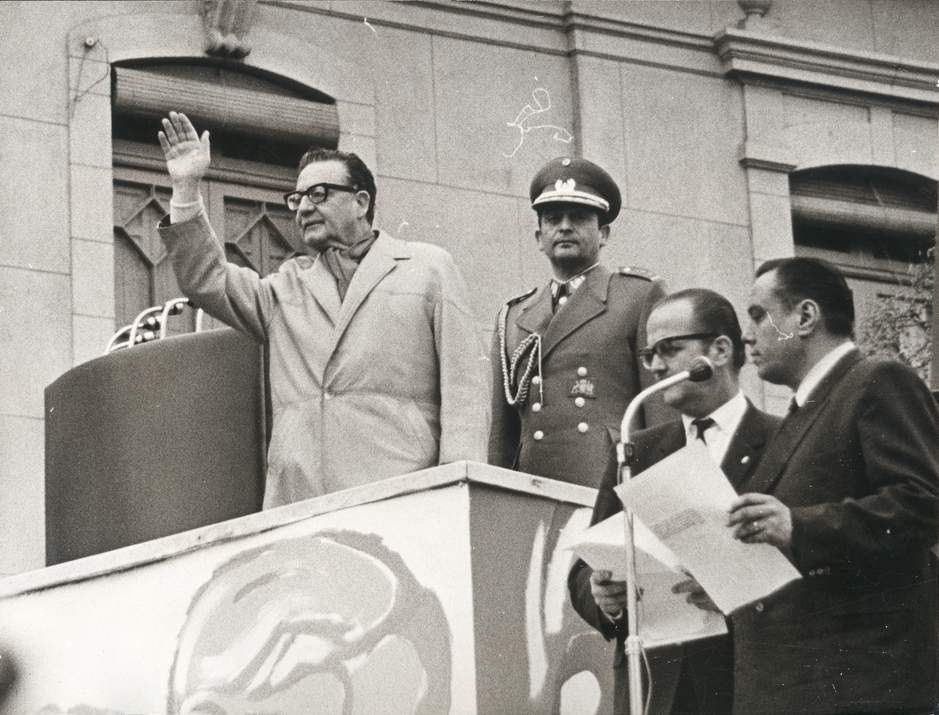
Präsident Allende am 11. Juli 1971 in Rancagua anlässlich der Verstaatlichung von El Teniente.

Unter der Regierung von Salvador Allende wurden im Juli 1971 die großen Kupferproduzenten verstaatlicht. (ley 17.459) El Teniente hatte einen Buchwert von 99,5 Millionen US-Dollar auf dessen Basis die Investoren hätten entschädigt werden sollen. Von diesem Wert wurden 410 Millionen US-Dollar abgezogen, die als so genannte exzessive Gewinne – damit waren Gewinne gemeint, die 10 % vom Buchwert überstiegen – angesehen und für den Zeitraum ab 1955 berechnet wurden. So blieb es zunächst bei einer entschädigungslosen Verstaatlichung. Anders als bei der vorherigen „chilenización“ wandelte sich diesmal das Bergwerksunternehmen von einem „tragenden Balken von Chile“, wie es klassifiziert wurde, zu einer enormen sozialen Last. Es wurden zwar stattliche 147 Tausend Tonnen Kupfer produziert aber damit wurde ein Defizit von 18 Millionen US-Dollar erwirtschaftet, Geld das durch die Zentralbank aufgebracht werden musste.
Ein US-Embargo, steigende Produktionskosten, mangelnde Verarbeitung und einbrechende Kupferpreise führten in den beiden Folgejahren dazu, dass kaum Überschüsse erwirtschaftet wurden. Bis 1973 akkumulierten sich im El Teniente-Werk Rohstoffe die 52 Kilotonnen Feinkupfer enthielten. Nach dem Militärputsch am 11. September 1973 zog die Kupferproduktion wieder an. Der Wert der chilenischen Kupfervorkommen wurde auf 200 Milliarden US-Dollar beziffert und entsprach damals 21,5 % der bekannten Weltvorkommen. Mit der Aussicht auf beständige hohe Einnahmen war die Militärregierung nicht daran interessiert die Verstaatlichung der Großindustrie rückgängig zu machen. Im Oktober 1974 wurde die Kennecott Copper Corporation für die enteigneten Anteile an El Teniente und für die seit Anfang 1971 nicht mehr gezahlten Dividenden mit insgesamt 68 Millionen US-Dollar abgefunden. Damit blieb El Teniente Staatseigentum. Heute wird das Bergwerk vom Unternehmen Codelco División El Teniente mit Sitz in Rancagua betrieben. Dieses ist eine Tochter der 1976 gegründeten staatlichen Holding Codelco.

## Statistiken
| Jahr    | Mitarbeiter | Kupfer kt                   | Molybdän kt | Silber t | Gold kg | Schwefelsäure kt | Überschuss Millionen US-Dollar |
| ------- | ----------- | --------------------------- | ----------- | -------- | ------- | ---------------- | ------------------------------ |
| 2021    | 3845        | 460                         |             | 114      | 458     | 1174             | 781                            |
| 2020    | 3869        | 443                         | 8,21        | 106      | 447     | 1204             | 653                            |
| 2019    | 4058        | 460                         | 7,50        | 89,1     | 746     | 1051             | 647                            |
| 2015    | 4750        | 471                         | 7,33        | 102,7    | 853     | 1183             | 624                            |
| 2014    | 4921        | 455                         | 7,50        | 96,7     | 803     | 1191             | 931                            |
| 2013    | 5064        | 450                         | 6,86        | 92,0     | 786     | 1214             |                                |
| 2012    | 5079        | 417                         | 6,1         | 82,8     | 738     | 1215             | 1211                           |
| 2011    | 4975        | 400                         | 6,0         | 81,8     | 781     | 1188             | 1404                           |
| 2010    | 5430        | 404                         | 5,6         |          |         | 1141             |                                |
| 2009    |             | 404                         | 5,18        |          |         |                  |                                |
| 2008    |             | 381                         | 4,58        |          |         |                  |                                |
| 2007    |             | 405                         | 5,05        |          |         |                  |                                |
| 2006    |             | 418                         | 4,75        |          |         |                  |                                |
| 2005    | 4976        | 437                         | 5,25        |          |         |                  |                                |
| 2004    |             | 436                         | 3,92        |          |         |                  |                                |
| 2003    |             | 339                         | 3,51        |          |         |                  |                                |
| 2002    |             | 334                         | 3,90        |          |         |                  |                                |
| 2001    |             | 356                         | 4,72        |          |         |                  |                                |
| 2000    |             | 356                         | 5,19        |          |         |                  |                                |
| 1999    |             | 346                         | 4,24        |          |         |                  |                                |
| 1998    |             | 339                         | 3,39        |          |         |                  |                                |
| 1997    |             | 343                         | 3,18        |          |         |                  |                                |
| 1996    |             | 345                         | 2,65        |          |         |                  |                                |
| 1995    |             | 323                         | 2,03        |          |         |                  |                                |
| 1994    |             | 309                         | 2,24        |          |         |                  |                                |
| 1993    |             | 305                         | 2,01        |          |         |                  |                                |
| 1983    | 9068        |                             |             |          |         |                  |                                |
| 1971    |             | 147                         |             |          |         |                  | -18                            |
| 1970    |             |                             |             |          |         |                  | 115                            |
| 1969    | 13000       | 206                         |             |          |         |                  | 168                            |
| 1967    |             | 201                         |             |          |         |                  |                                |
| 1966    |             | 160                         |             |          |         |                  |                                |
| 1965    |             | 163                         |             |          |         |                  |                                |
| 1960    | 5200        | 170                         |             |          |         |                  |                                |
| 1958    |             | 192                         |             |          |         |                  |                                |
| 1944    |             | 150                         |             |          |         |                  |                                |
| 1942    | 9000        |                             |             |          |         |                  |                                |
| 1934    |             | 115                         |             |          |         |                  |                                |
| 1931    |             | 100                         |             |          |         |                  |                                |
| 1921    |             | 10                          |             |          |         |                  |                                |
| 1918    |             | 35                          |             |          |         |                  |                                |
| 1917    |             | 29                          |             |          |         |                  | 6,34                           |
| 1916    |             | 32                          |             |          |         |                  |                                |
| 1913    |             | 9,5                         |             |          |         |                  |                                |
| 1912    |             | 4,8                         |             |          |         |                  |                                |
| 1911    |             | 4,5                         |             |          |         |                  |                                |
| 1910    |             | 4,5                         |             |          |         |                  |                                |
| 1908    |             | 1,5                         |             |          |         |                  |                                |
| 1906-07 |             | 3,2* (*Kupfererzkonzentrat) |             |          |         |                  |                                |

Gesamtmineralabbau von 1906 bis Mai 1961: 300 Megatonnen Mineral.

Gesamtkupferproduktion von 1906 bis 1999: 15,71 Megatonnen Feinkupfer.

Gesamtkupferproduktion von 1906 bis 2015: 22,45 Megatonnen Feinkupfer.